# Cumuto
Cumuto es una localidad de Trinidad y Tobago, que forma parte de la región de Sangre Grande.

## Geografía
La localidad abarca parte de la isla Trinidad y limita al norte con Wallerfield (localidad perteneciente a la región de Tunapuna-Piarco), Valencia y Guaico, al sur con Tamana Road (localidad perteneciente a la región de Couva-Tabaquite-Talparo) y Coryal, al este con Cunaripo y Howsen Village y al oeste con San Raphael-Brazil (localidad perteneciente a la región de Couva-Tabaquite-Talparo) y Guatopajaro.

## Demografía
Datos demográficos de la localidad de Cumuto:
| Gráfica de evolución demográfica de Cumuto entre 2000 y 2011 |
|                                                              |